# Tour des Arquets
La tour des Arquets, est une porte d'eau qui faisait partie de l'enceinte de Cambrai dans le département du Nord contrôlant l'entrée de l'Escaut dans la ville.
Elle fait l’objet d’un classement au titre des monuments historiques depuis le 10 juillet 1942.

## Histoire
La construction de la tour remonte à la fin du XIVe siècle. C'est une porte d'eau, c'est-à-dire qu'avec une tour avancée formant barbacane et la Tour du Caudron, voisine, elle forme un ensemble défensif  pour verrouiller l’entrée de l'Escaut dans la ville et contrôler son cours (en créant des inondations défensives). Restes d'une dame qui permettait de mieux empêcher la progression d’un ennemi vers l’ouvrage.
À l’intérieur on remarque une belle salle croisée d’ogives, dotée d'une vaste cheminée en hotte et de ravissantes sculptures des culs-de-lampe.